# شاندرو شينك
شاندرو شينك (بالهولندية: Xandro Schenk) (28 أبريل 1993 بآلميره في هولندا - ) هو لاعب كرة قدم هولندي في مركز الدفاع. لعب مع أياكس أمستردام وغو أهد إيغلز ونادي الباطن السعودي.

## روابط خارجية
- شاندرو شينك على موقع قاعدة بيانات كرة القدم.إي يو (الإنجليزية)
- شاندرو شينك على موقع Soccerway.com (الإنجليزية)
- شاندرو شينك على موقع عالم كرة القدم.نت (الإنجليزية)